# Stenamma nipponense
Stenamma nipponense är en myrart som beskrevs av Keizo Yasumatsu och Murakami 1960. Stenamma nipponense ingår i släktet Stenamma och familjen myror. Inga underarter finns listade i Catalogue of Life.